# Колпаков, Пётр Иванович
Пётр Иванович Колпаков (1921—1977) — старший сержант Рабоче-крестьянской Красной Армии, участник Великой Отечественной войны, Герой Советского Союза (1945).

## Биография
Пётр Колпаков родился 20 октября 1921 года в посёлке Прокопьевск (ныне — город в Кемеровской области). В 1932 году переехал в село Грахово в Удмуртской АССР, где окончил шесть классов школы и работал столяром в мастерской районного потребсоюза. В марте 1941 года Колпаков был призван на службу в Рабоче-крестьянскую Красную Армию. С июня того же года — на фронтах Великой Отечественной войны. К январю 1945 года гвардии старший сержант Пётр Колпаков командовал отделением разведки 34-й гвардейской мотострелковой бригады 12-го гвардейского танкового корпуса 2-й гвардейской танковой армии 1-го Белорусского фронта. Отличился во время освобождения Польши.
В январе 1945 года Колпаков принимал активное участие в боях за освобождение городов Радзеюв и Иновроцлав, лично уничтожив несколько огневых точек и большое количество солдат и офицеров противника, а также взяв в плен несколько офицеров и генерала вермахта, давших советскому командованию важные сведения.
Указом Президиума Верховного Совета СССР от 27 февраля 1945 года гвардии старший сержант Пётр Колпаков был удостоен высокого звания Героя Советского Союза с вручением ордена Ленина и медали «Золотая Звезда».
После окончания войны Колпаков был демобилизован. Проживал в посёлке Первомайский Прокопьевского района Кемеровской области, работал управляющим фермой совхоза «Ясная Поляна». Скончался 16 марта 1977 года, похоронен в городе Киселёвск Кемеровской области.
Был также награждён орденами Красного Знамени, Отечественной войны 1-й и 2-й степени, Красной Звезды, рядом медалей.